# Меніл (село)
Мені́л (рос. Менил) — село (колишнє селище) в Ігринському районі Удмуртії, Росія.

## Населення
Населення — 1097 осіб (2010; 1389 в 2002).
Національний склад станом на 2002 рік:
- росіяни — 56 %
- удмурти — 40 %

## Урбаноніми[3]
- вулиці — 1-а Підлісна, 2-а Підлісна, Березова, Вокзальна, Гагаріна, Деповська, Диспетчерська, Енгельса, Кірова, Леніна, Лісова, Максима Горького, Матросова, Маяковського, Миру, Молодіжна, Перемоги, Підлісна, Пушкіна, Радянська, Садова, Станційна, Червона, Шкільна, Ювілейна
- провулки — Кірова, Маяковського